# Micronychia woodi
Micronychia woodi là một loài ruồi trong họ Tachinidae.